# Mélasse
Pour l’article ayant un titre homophone, voir Melas.

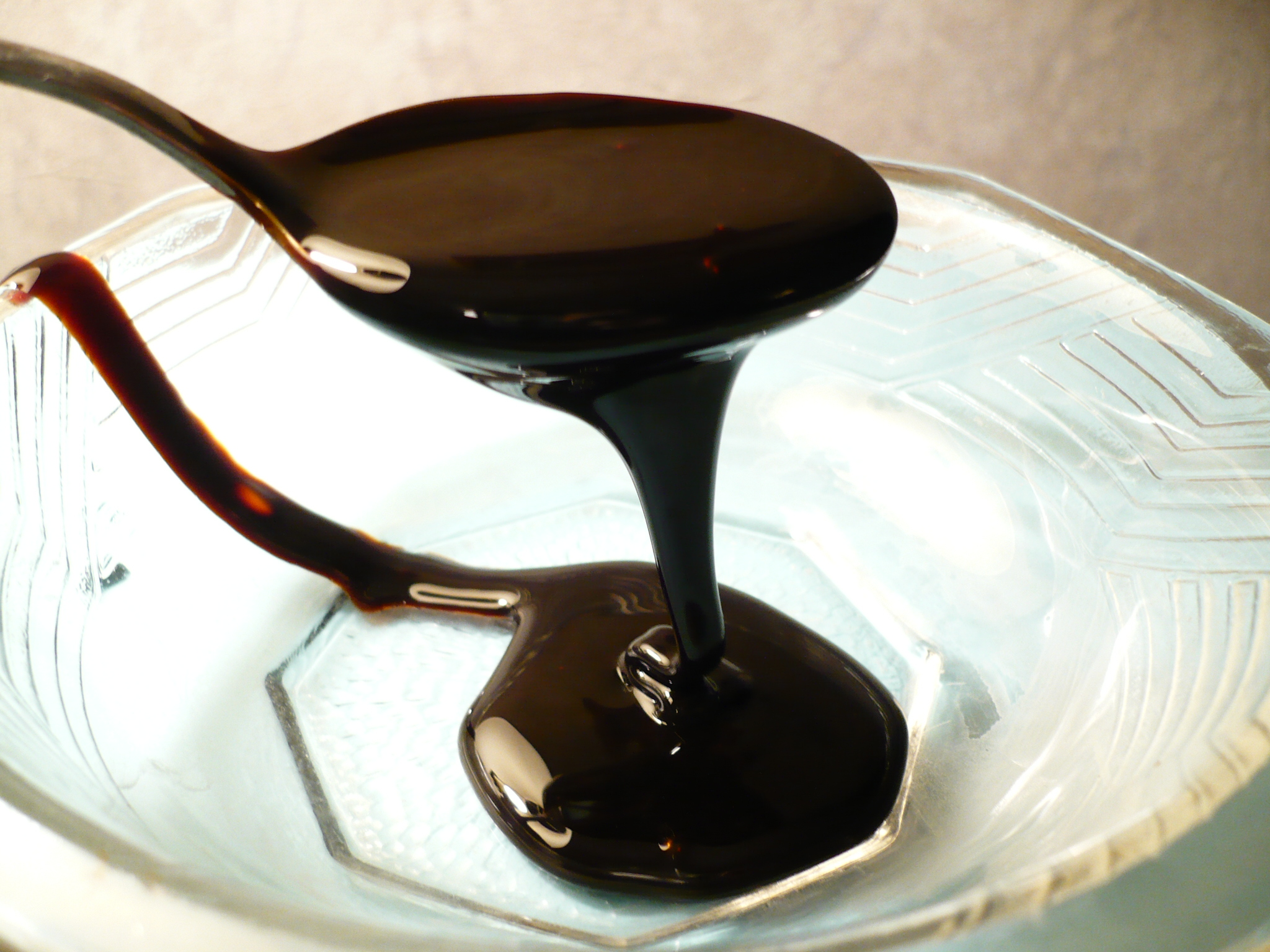
Mélasse.

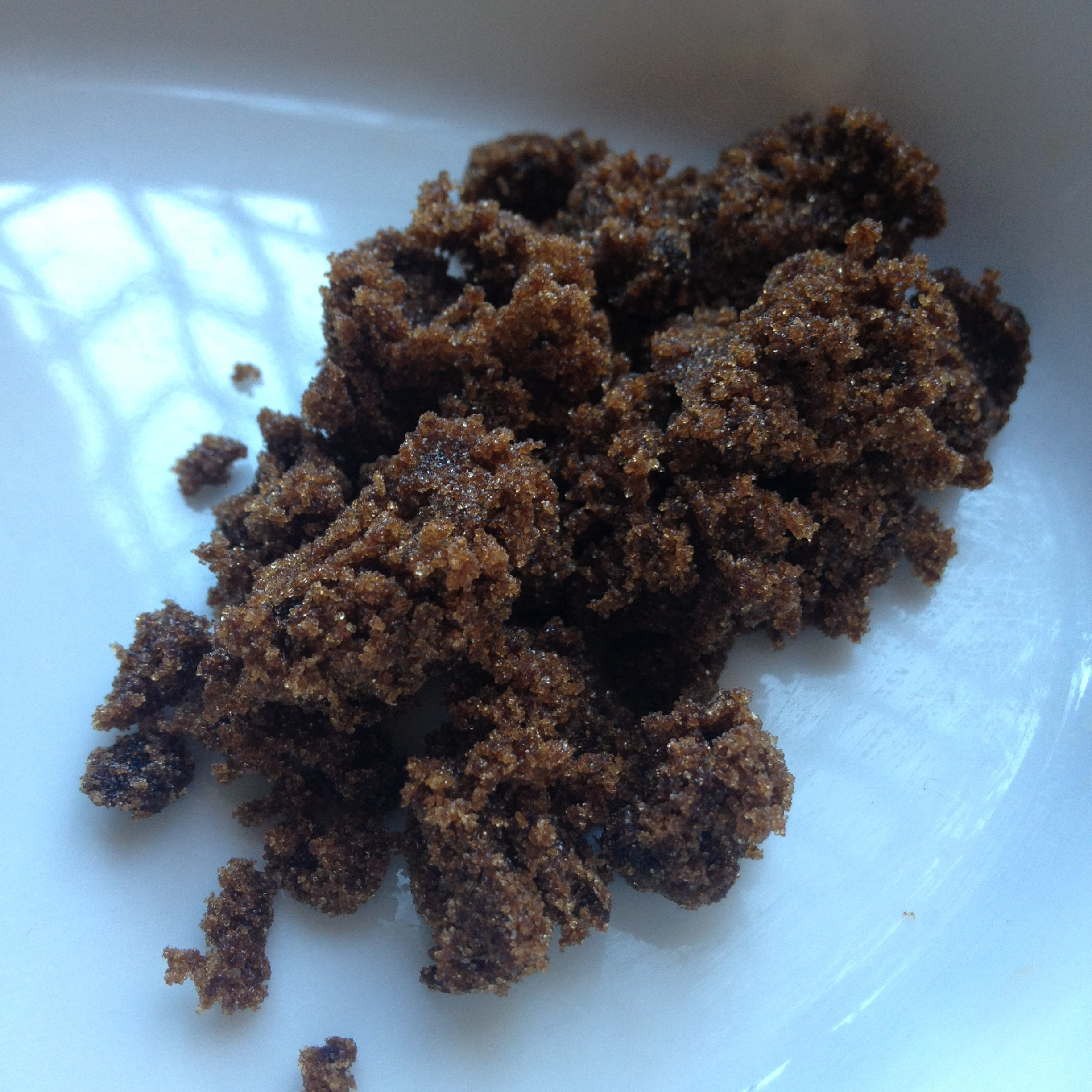
Sucre mélangé avec de la mélasse.

La mélasse (du latin : mellacea signifiant miel, ou du grec ancien : μέλας / mélas signifiant noir) est un liquide visqueux incristalisable résultant du raffinage du sucre extrait de la betterave sucrière ou de la canne à sucre.
Il convient de ne pas la confondre avec le vesou, la bagasse, produits de la canne à sucre, ou la pulpe de betterave. Valorisée comme édulcorant ou dans l'alimentation animale.
On parle également de mélasse pour un produit essentiellement destiné à produire de l'alcool éthylique après fermentation alcoolique. Ce bioéthanol est principalement utilisé par l'industrie agroalimentaire (pour la production de spiritueux notamment), la parfumerie et la pharmacie galénique (comme solvant) ainsi qu'en biocarburant.
Outre le vesou, certains moûts sont dénommés improprement « mélasse » : mélasse de caroube, sirop de dattes, sirop de sorgo...

## Histoire

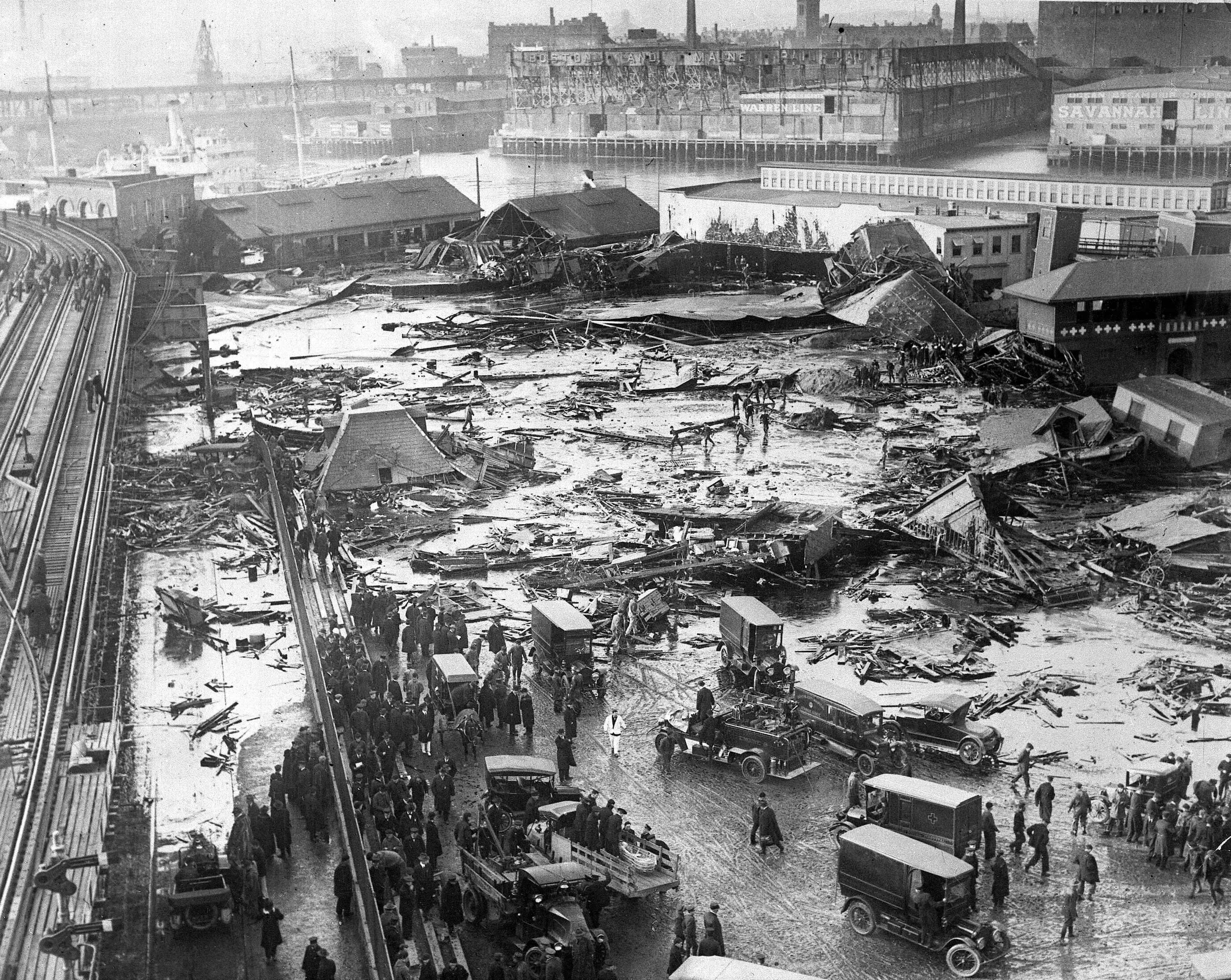
Lors d'une catastrophe industrielle qui s'est passée à Boston, en 1919, 21 personnes ont été tuées par la rupture d'un réservoir industriel de mélasse. Une vague du liquide sirupeux brun mesurant entre 2.5 mètres de haut s'est écoulée vers le bas de la rue à 56 km/h.

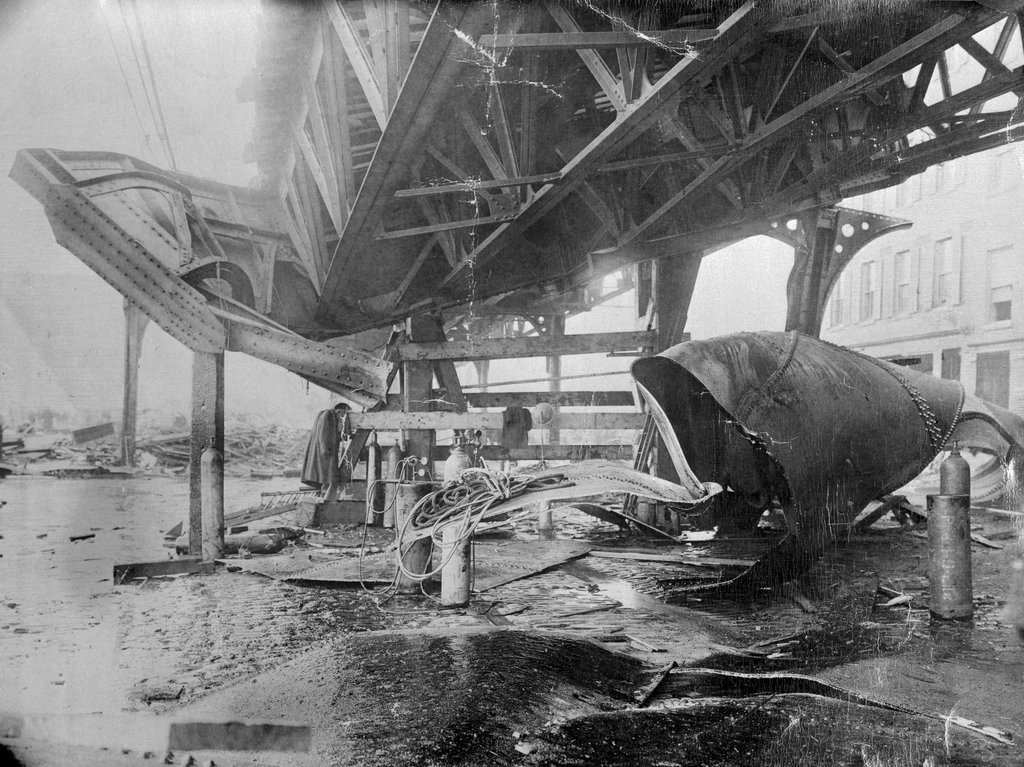
La structure métallique supportant la voie ferrée surélevée à cet endroit a été très endommagée par l'un des morceaux du réservoir qui l'a heurtée.

La mélasse est impliquée dans la grande inondation de mélasse de Boston en 1919, qui a tué 21 personnes et en a blessé plus de 150 autres.

## Utilisations
Comme édulcorant, la mélasse entre dans la composition de desserts et friandises, mais elle est surtout utilisée pour la production d'éthanol (après fermentation alcoolique) et l'alimentation du bétail, souvent dans ce cas mélangée avec la bagasse ou la pulpe de betterave. Elle est aussi utilisée comme composant d'amorces et d'additifs pour amorces destinées à la pêche, comme le brasem belge.
Elle peut aussi nourrir des levures ou bactéries dans des fermenteurs.
- Une levure rouge (Phaffia rhodozyma) cultivée sur un substrat contenant 7 à 10 % de mélasse industrielle, produit deux à trois fois plus d'astaxanthine que la normale, ce qui lui donne un rendement industriel deux fois plus élevé qu'avec du glucose en mélange équivalent[2].
- La souche Pseudomonas aeruginosa GS3 en culture dans un substrat enrichi en mélasse produit des biosurfactants (rhamnolipide ; rhamnose capable de réduire la tension interfaciale du pétrole brut de 21 mN m−1 à 0,47 mN m−1) permettant de former des émulsions stables avec des n-alcanes, des aromatiques, du pétrole brut ou de l'huile d'olive, ce qui laisse penser que des ressources renouvelables, relativement peu coûteuses et disponibles peuvent être utilisées pour ce type de production[3].

Plus récemment, on lui a trouvé des usages énergétiques.
- De plus en plus dans certains pays comme le Brésil, elle est utilisée pour la production d'agroéthanol ou d'autres types de biocarburant.
- Elle pourrait aussi devenir une source industrielle d'hydrogène, produite en continu par des bactéries (expériences faites avec une souche d'entérobactérie ; Enterobacter aerogenes ; souche E. 82005) élevées dans un fermenteur à 38 °C[4]. Dans ce cas l'hydrogène composait 60 % des gaz produits. Les catabolites liquides étaient à environ 70 % des lactates, alors que les butyrates et acétates s'élevaient à environ 15 % et 10 % respectivement.

## Valeur nutritionnelle
Moins calorique que le saccharose, 280 kcal pour 100 g (contre 375 kcal), la mélasse contient de la vitamine B et des minéraux (calcium, potassium, fer, cuivre…), ce qui n'est pas le cas du sucre blanc cristallisé.

## Autres mélasses

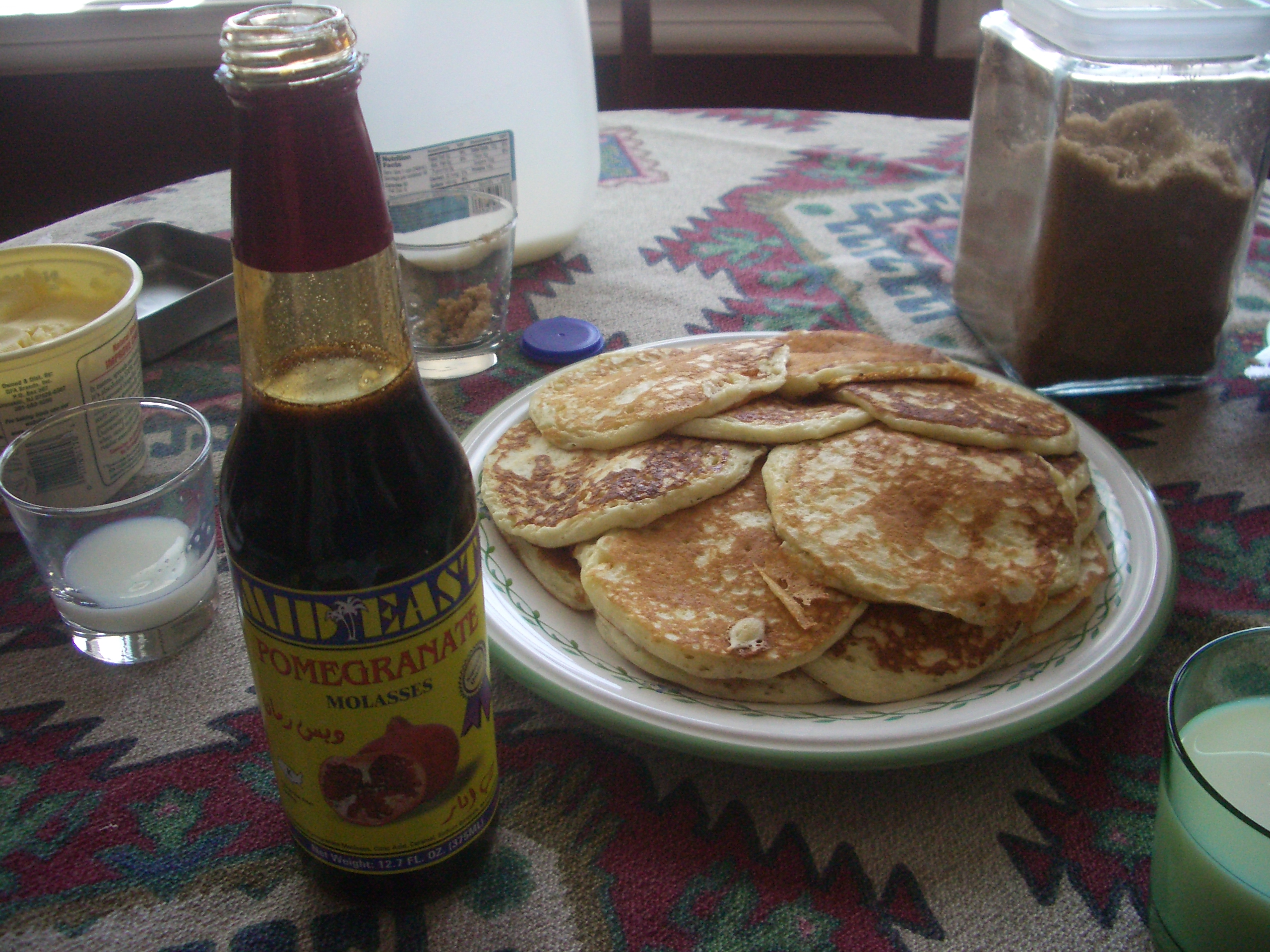
Bouteille de mélasse de grenade avec des crêpes.

Dans la cuisine méditerranéenne et liégeoise, des sirops sucrés de couleur foncée obtenus à partir de concentré de fruits sont appelés mélasse. Ce sont la mélasse de caroube, la mélasse de raisin, la mélasse de grenade, la mélasse de mûre, la mélasse de datte, la mélasse de figue et le sirop de Liège.

## Note historique
Un quartier ouvrier de l'Est de Montréal (quartier Centre-Sud) était communément appelé le Faubourg-à-M'lasse car les ouvriers ne pouvaient que s'offrir des résidus de raffinage comme substitut au sucre raffiné, mais surtout à cause de la forte odeur de mélasse qui émanait des usines de mélasse avoisinantes.